# Mihai Amihălăchioaie
Mihai Amihălăchioaie (n. 23 februarie 1961, Molnița, Cernăuți, RSS Ucraineană, URSS – d. 11 februarie 2024) a fost un acordeonist și dirijor moldovean.